# Cantón de Libourne
El cantón de Libourne era una división administrativa francesa, que estaba situada en el departamento de Gironda y la región de Aquitania.

## Composición
El cantón estaba formado por diez comunas:
- Arveyres
- Cadarsac
- Izon
- Lalande-de-Pomerol
- Les Billaux
- Libourne
- Pomerol
- Saint-Émilion
- Saint-Sulpice-de-Faleyrens
- Vayres

## Supresión del cantón de Libourne
En aplicación del Decreto nº 2014-192 de 20 de febrero de 2014, el cantón de Libourne fue suprimido el 22 de marzo de 2015 y sus 10 comunas pasaron a formar parte; ocho del nuevo cantón de Libourne de Fronsac y dos del nuevo cantón de Las Laderas de Dordoña.